# Sillín

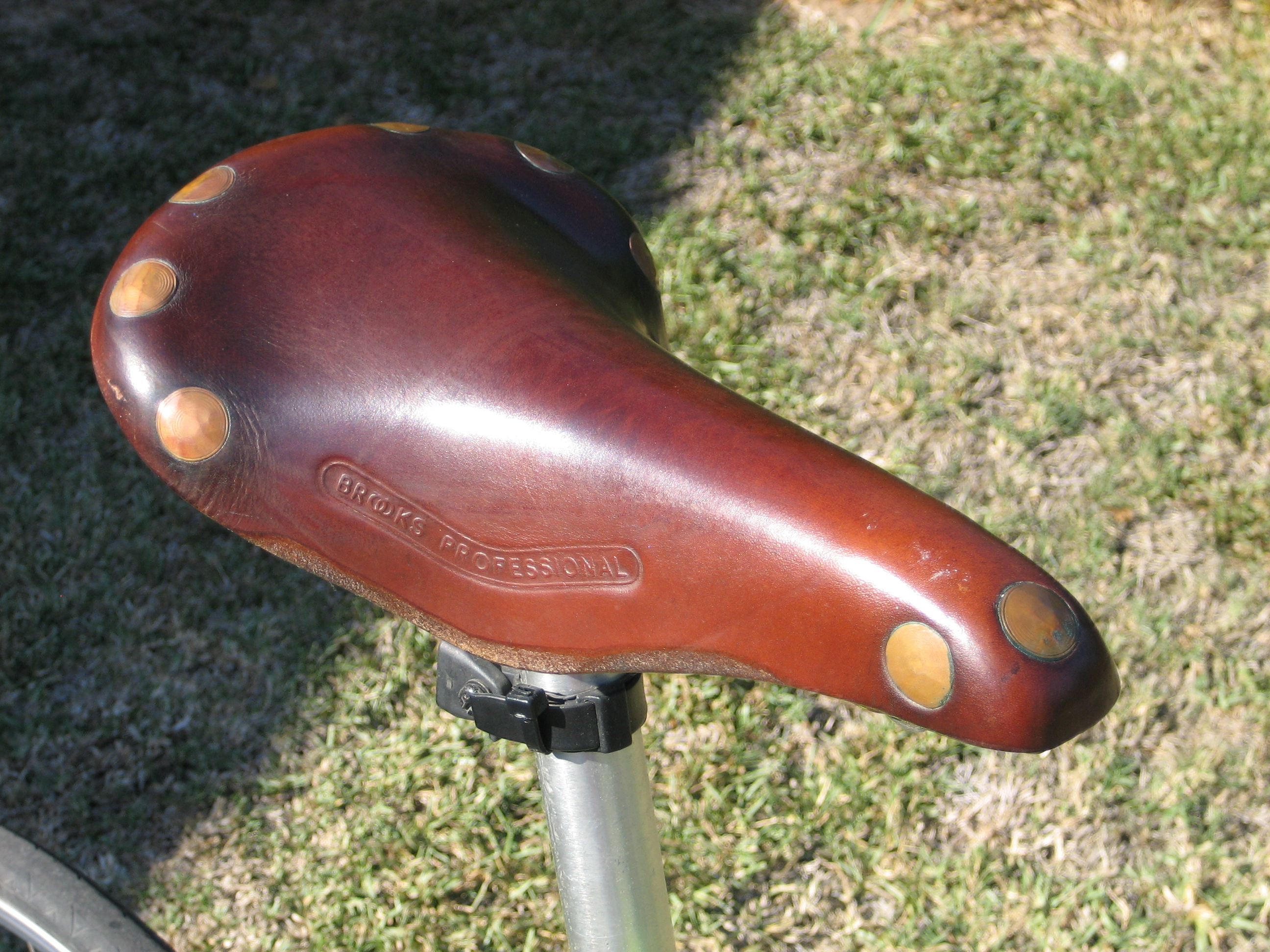
Sillín de cuero Brooks

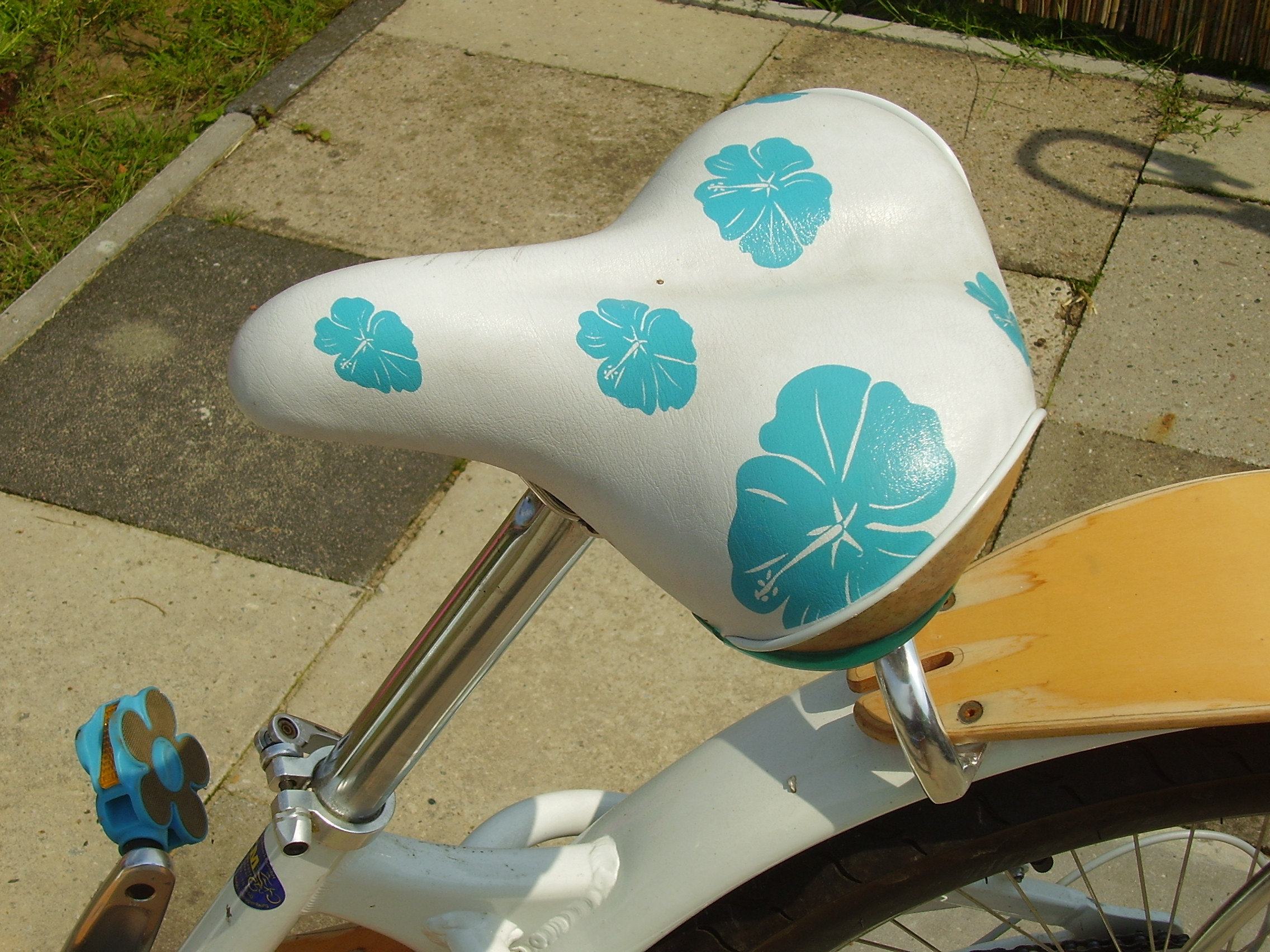
Sillín de gel

Un sillín de bicicleta, también denominado asiento, es uno de los tres puntos de contacto en una bicicleta, los otros son los pedales y el manillar. El sillín de la bicicleta ha sido conocido como tal desde que la bicicleta evolucionó a partir del «hobby-horse», un precursor de la bicicleta.  El sillín realiza una función similar a la montura de un caballo, que no lleva todo el peso del jinete, ya que puntos de contacto también toman parte de la carga.
El sillín de la bicicleta es comúnmente unido a la tija de sillín y la altura del sillín por lo general se puede ajustar por la tija telescópica dentro del tubo del asiento.
Los sillines suelen ser de varios tipos, unos para el ciclismo en carretera; delgados, duros y ligeros para reducir el peso, por lo general son de cuero o plástico forrado, otros modelos son los anatómicos que están pensados para reducir la presión a los huesos pélvicos, y los más blanditos, cómodos y grandes que suelen estar fabricados de un gel elastopolímero que se amolda a la forma del ciclista. En el caso de los sillínes ligeros y delgados, a medida que pasan kilómetros, su trasero se endurece y la comodidad aumenta. Para los sillínes de cuero, son necesarios unos 800 km de conducción para domarlo, pero a partir de entonces pueden ser increíblemente cómodos, y por último los sillines para mujer son por lo general más anchos que los sillines de hombre, ya que las mujeres tienen los huesos pélvicos más grandes.
Actualmente investigaciones revelan que el uso prolongado de ir sentado sobre la bicicleta podría ocasionar problemas de circulación en la zona pelvica, para esto los fabricantes han lanzado líneas de asientos con vacíos al centro para evitar la presión sobre los conductos de dicha zona, la ventilación es otro aspecto que se ve mejorado con estas mejoras pues permite el paso del aire en este lugar ayudando a mantener una temperatura corporal estable.